# Яласто, Вилле
Вилле Яласто (фин. Ville Jalasto; род. 19 апреля 1986, Эспоо, Уусимаа) — финский футболист, защитник.

## Карьера

### Клубная карьера
Во взрослом футболе дебютировал в 2005 году в клубе «Хонка», за который выступал на протяжении трёх сезонов.
В 2009 году перешёл в норвежский клуб «Олесунн». Его первый выход на поле состоялся 13 апреля того же года в матче чемпионата Норвегии против команды «Одд». Вместе с командой Яласто дважды становился обладателем Кубка Норвегии в 2009 и 2011 годах.
В августе 2012 года перешёл в другой норвежский клуб «Стабек», за который отыграл ещё три сезона своей игровой карьеры, а в 2015 году вернулся в Финляндию, присоединившись к составу клуба «ХИК». Вместе с командой дважды становился чемпионом Финляндии в 2017 и 2018 годах. Кроме того, в сезоне 2016/17 клубу удалось завоевать национальный кубок.
Завершил карьеру футболиста в 2020 году в норвежском клубе «Конгсвингер», за который выступал с 2019 года.

### Карьера в сборной
В 2010 году дебютировал в официальных матчах в составе национальной сборной Финляндии. Его первый выход на поле за сборную состоялся 29 мая 2010 года в товарищеском матче против команды Польши. Всего в составе сборной вышел на поле в семи матчах, не отметившись забитыми мячами.

## Достижения
«Олесунн»
- Обладатель Кубка Норвегии: 2009, 2011

«ХИК»
- Чемпион Финляндии: 2017, 2018
- Обладатель Кубка Финляндии: 2016/17